# Belphegor (band)
Belphegor is een Oostenrijkse blackened-deathmetalband, vernoemd naar de demon Belphegor, de god van Moabieten. De band is opgericht in 1993. De band heeft tussen april 2011 en mei 2012 noodgedwongen stil gelegen, omdat Helmuth een reeks gecompliceerde chirurgische ingrepen moest ondergaan om tegen tyfus behandeld te worden.

## Bandleden
- Helmuth - zang (sinds 1993), gitaar (sinds 1991)
- Serpenth - basgitaar, achtergrondzang (sinds 2006)

### Voormalige bandleden
- Chris - drums (1991-1993)
- Maxx - zang, basgitaar (1991-1993)
- A-X - basgitaar (sessie, tussen 1993 en 1996)
- Man - drums (sessie, 1997, 2000)
- Marius "Reverend Mausna" Klausner - basgitaar (1996-2002)
- Torturer - drums (2002-2005)
- Barth - basgitaar (2002-2006)
- Robin Eaglestone - basgitaar (sessie, 2006)
- Nefastus - drums (2005-2006)
- Sigurd - gitaar (1991-2007, besloot te stoppen na een oogoperatie)
- Morluch - gitaar (2008-2009)

### Sessiebandleden

#### Studio
- Nefastus - drums (2009-)
- Torturer - drums (2007-)

#### Live
- Blastphemer (Jan Benkwitz) - drums (sinds 2006)
- Torturer - drums (sinds 2007)
- Robert Kovacic - drums (2007)
- Tony Laureano - drums (2007)
- Lille Gruber - drums (2007)
- Anthony Paulini - gitaar (2008, tijdelijke vervanger van Sigurd)
- Schoft - leadzang (2013), gitaar en achtergrondzang (2013-heden)

## Discografie
- Kruzifixion - Demo (1991)
- Bloodbath in Paradise - EP (1992)
- Obscure and Deep - EP (1994)
- The Last Supper (1994)
- Blutsabbath (1997)
- Necrodaemon Terrorsathan (2000)
- Infernal Live Orgasm - Live (2002)
- Lucifer Incestus (2003)
- Goatreich-Fleshcult (2005)
- Pestapokalypse VI (2006)
- Bondage Goat Zombie (2008)
- Walpurgis Rites - Hexenwahn (2009)
- Blood Magick Necromance (2011)[2]
- Conjuring the Dead (2014)[3]
- Totenritual (2017)

### Videos
- Bleeding Salvation (2005)
- Bluhtstorm Erotika (2006)
- Belphegor - Hell's Ambassador (2006)
- Lucifer Incestus (2004)
- Vomit Upon the Cross (2001)
- Der Geistertreiber (2009)